# IPsec
IPsec (на английски: Internet Protocol Security) е закодиращ протокол, с който се целят автентикация, взаимно доверие и целокупност на информацията между две машини.
За разлика от други закодиращи протоколи като например SSL, IPsec е реализиран директно върху TCP/IP-протокол стека (Ниво 3 от OSI моделa).
RFC 2401 и RFC 4301 описват архитектурата на IPsec. Те описват основните части на протокола: удостоверяващо начало (Authentication Header – AH), вграден закодиран товар (Encapsulated Security Payload – ESP), както и разменен интернет ключ (Internet Key Exchange – IKE) за размяна на сесийните ключове.